# Sabaudia
Sabaudia är en ort och kommun i provinsen Latina i regionen Lazio i Italien. Kommunen hade 20 464 invånare (2018).